# Claudio Fasoli
Claudio Fasoli (Venezia, 29 novembre 1939) è un sassofonista e compositore italiano di jazz che collabora con riviste musicali scrivendo articoli e recensioni.

## Biografia
Claudio Fasoli è sassofonista, compositore, docente. Collabora con riviste musicali scrivendo testi teorici, articoli e recensioni.
Nato a Venezia ma milanese d'adozione, si formò musicalmente mediante un lungo apprendistato che però non gli impedì di esibirsi in concerto già durante il periodo universitario, non ancora ventenne. I contatti frequenti avuti in quel periodo soprattutto con i vitalissimi ambienti del jazz bolognese, lo portarono a collaborare anche con musicisti prestigiosi della scena italiana.
La popolarità gli giunse quando iniziò a far parte del Quintetto “Perigeo” negli anni 70, assieme a Franco D'Andrea e Giovanni Tommaso: vennero realizzati molti dischi per la RCA, che tuttora sono assai ricercati dai collezionisti, oltreché un numero infinito di performance dal vivo. Nel 1978, scioltosi il gruppo nel quale aveva maturato ulteriore esperienza solistica e compositiva, esibendosi in tutta Europa e Oltreoceano, Fasoli iniziò a dedicarsi come leader alla messa a punto di progetti con piccoli gruppi in un ambito più propriamente jazzistico e acustico, soprattutto trii e quartetti. Ebbe così modo di meglio definire quella che sarebbe successivamente diventata la sua cifra compositiva più riconoscibile, vale a dire quella legata alla modalità complessa. Con questi organici ha presentato la propria musica in innumerevoli concerti e festival , lasciando nutrita e apprezzata documentazione discografica. Dagli anni 80 iniziò a collaborare sempre più assiduamente con musicisti della scena internazionale come Bobo Stenson, Henri Texier, Mick Goodrick, Lee Konitz, Jean-François Jenny Clark, Aldo Romano, Kenny Wheeler, Bill Elgart, Manfred Schoof, Michel Pilz, Palle Danielsson, Tony Oxley, Dave Holland, Mario Brunello, etc. Ha suonato, oltre che in Italia, anche in Francia, Svizzera, Jugoslavia, Polonia, Germania, Belgio, Paesi Bassi, Lussemburgo, Danimarca, Svezia, Finlandia, Irlanda, Inghilterra, Cuba, USA, Turchia, Canada, Messico etc.
Va menzionata inoltre la sua partecipazione alla prima edizione della Grande Orchestra Nazionale e al Quintetto di Giorgio Gaslini, quasi contemporaneamente (1989). Ha attivamente partecipato alla Lydian Sound Orchestra (1990), e diretto e animato la European Music Orchestra nelle sue performance dal vivo e in studio di registrazione (1990-92). Ha fatto parte della Manfred Schoof International Band. Aperto ai più vari incontri musicali, Fasoli continua ad approfondire tuttora i vari aspetti del suo approccio compositivo, e nel frattempo studia anche sul piano solistico un linguaggio e un timbro che siano sempre facilmente riconoscibili. Questa disponibilità lo ha portato a collaborare col grande violoncellista classico Mario Brunello, con l'arpista Park Stickney e in diverse situazioni con Bobo Stenson al pianoforte. Nel 2000 collabora con Mario Brunello in varie occasioni, improvvisando sulle "Suites per violoncello" di Bach, eseguite dal violoncellista.
Nel 2010 ha creato il progetto “Inner Sound Of Seven Hours” per quartetto con voce, ispirato ai frammenti da “HorÆ CanonicÆ” di Wystan Hugh Auden.
Apprezzato musicista anche oltre i confini italiani, collabora con molti musicisti europei e americani. Nat Hentoff, uno dei maggiori critici musicali americani, scrisse: "Ciò che mi colpisce di più in Claudio Fasoli è la chiarezza e l'individualità della narrazione, ‘parla’ davvero con i suoi fiati, le sue ance. Non lo si può confondere con nessun altro. Suona con un'intensità di sentimenti - dalla riflessione all'esultanza - che ha una potente immediatezza. Non c'è ostentazione, non suona note senza una storia che le colleghi. Poi c'è Fasoli compositore. La sua scrittura ha una forma distinguibile. Le sue linee sono chiare e forti, e conosce il valore espressivo di lasciare spazio al respiro, all’intervallo". Gli sono stati dedicati alcune trasmissioni dalla Rai, sia sui canali televisivi che radio.
Ha fondato i Corsi di Saxofono presso la Civica Scuola di Musica Jazz del Comune di Milano. Ha condotto Corsi di Musica Jazz presso Conservatori Statali negli anni 90, oltre a seminari in tutta Italia e all'estero (Europa e USA). Ha condotto stages presso il Conservatoire National Superieur di Parigi. È stato Direttore Artistico del Festival di Padova (2003 - 2010). È stato fino al 2019 responsabile dei Corsi di Sax Tenore e Soprano e di Tecniche dell'Improvvisazione presso i Seminari Internazionali di Jazz a Siena, sin dalla fondazione (1978).
Il suo nome appare in varie enciclopedie di Musica e di Musica Jazz in Italia e all'Estero. "Fasoli è uno dei più lungimiranti e perspicaci compositori in circolazione, oltre che solista dallo stile personalissimo e riconoscibile", scrivono sul "Dizionario del jazz" Philippe Carles, André Clergeat, Jean-Luois Comolli.
Nel 2017, esce il libro di Claudio Fasoli  "Inner sounds. Nell'orbita del jazz e della musica libera", edito da Agenzia X, curato da Francesco Martinelli e Marc Tibaldi. Le prefazioni sono del filosofo Massimo Donà, del musicologo Carlo Boccadoro, di Franco Caroni, presidente e direttore artistico di Siena Jazz; il libro contiene anche molti altri contributi, tra cui quelli di Ashley Kahn, Stefano Zenni e Flavio Caprera (nel 2020 è uscita la seconda edizione ampliata e aggiornata).

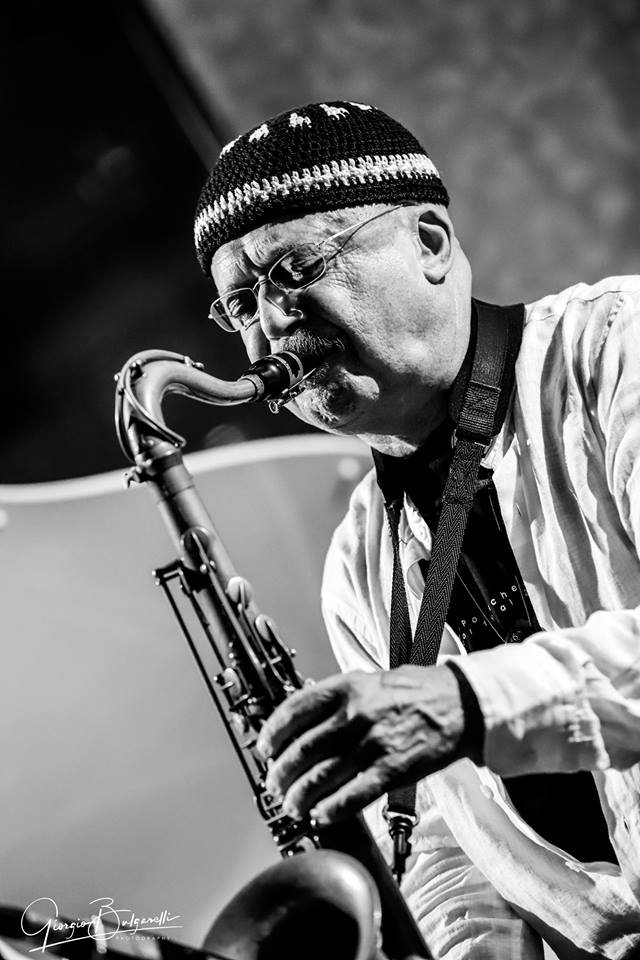

Nel 2018, un referendum indetto dalla rivista "Musica Jazz" (n.806, gennaio 2018) tra i critici musicali ha premiato Claudio Fasoli come Musicista dell’Anno. Nello stesso anno esce: "Selfie", cd con il New York Quartet (Claudio Fasoli - tenor & soprano sax • Matt Mitchell - piano Matt Brewer - bass • Justin Brown - drums).
Nel film “Voices” (premiato in oltre venti festival internazionali), il regista Alberto Nacci dedica a Claudio Fasoli uno dei ritratti a Claudio Fasoli.
Nel 2018 esce anche il film Claudio Fasoli’s Innersounds di Angelo Poli e Carlodavid Mauri. Scritto da Angelo Poli e Marc Tibaldi. Regia di Angelo Poli. Fotografia Carlodavid Mauri. Prodotto da Angelo Poli in collaborazione con Mango Media. Musiche di Claudio Fasoli, con la collaborazione dei musicisti: Michael Gassmann, Michelangelo Decorato, Andrea Lamacchia, Marco Zanoli, Michele Calgaro, Gianni Bertoncini. Il film è un viaggio nei processi creativi del jazzista Claudio Fasoli, un viaggio a tappe, un ritratto in bianco e nero intimo e inedito. La voce di Fasoli rivela i suoi pensieri mentre parla direttamente a ogni singolo spettatore e ci aiuta a entrare nell’evoluzione del processo creativo, e nei suoi concetti-chiave come tempo, improvvisazione, silenzio, sottrazione, rischio, imprevedibilità. Il film segue l'intero processo di creazione di una nuova composizione di Claudio Fasoli: idea, composizione, condivisione con il gruppo, improvvisazione. La composizione e gli accordi disegnati al pianoforte, suonati con il sax, l'arrangiamento musicale con il Quintetto nella sala prove, fino allo spettacolo dal vivo. Il montaggio è segnato dall'assoluto rispetto della musica di Claudio, per questo "Claudio Fasoli’s Innersounds" oltre ad essere un ritratto di un grande del jazz, aspira ad essere di per sé un vero film jazz. Il film è stato premiato come miglior documentario internazionale al Västerås Film Festival 2018, al Prisma International Film Festival, al Parma Film Festival, e in altri festival internazionali, tra i quali: Short Sounds Film Festival, Bournemout; Doc'n Roll Film Festival, London; Sonic Scene Music Film Fest, Trani; The Summershort Filmfestival, Monaco di Baviera.
Nel gennaio 2022, la storica rivista Musica Jazz ha premiato "Next" (Abeat records) quale migliore cd del 2021.

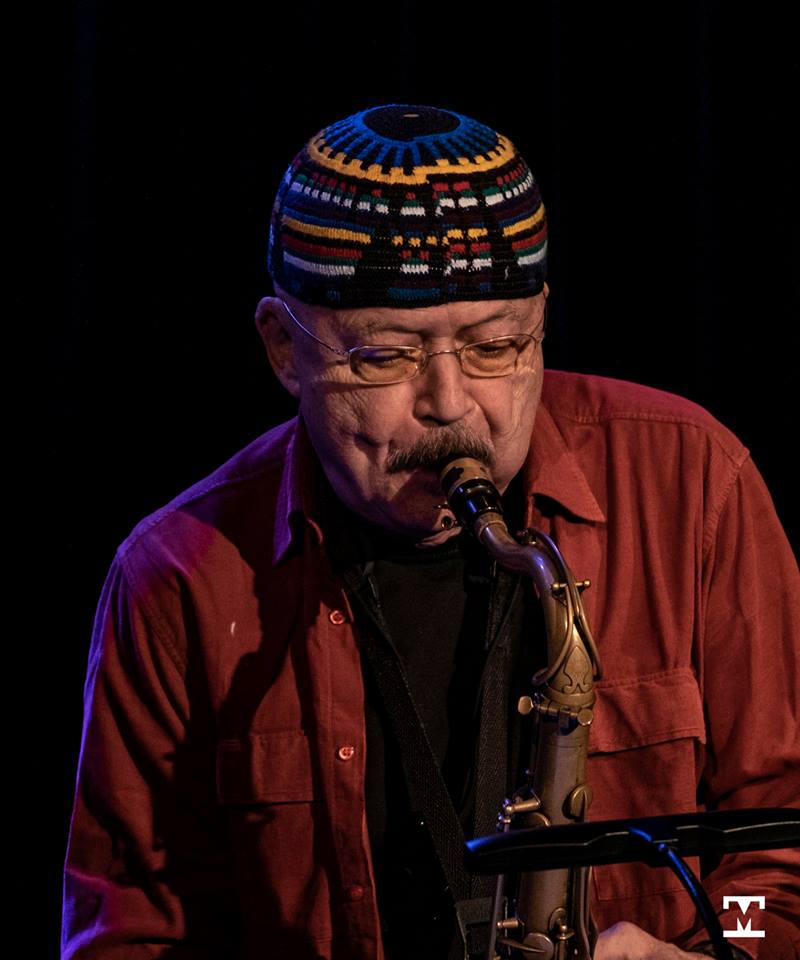
Claudio Fasoli in concerto

## Discografia

### Solista
- 1978 - Eskimo Fakiro Trio & Quartetto con F. D'Andrea, B.Biriaco and G.Azzolini (Curci Rec.)
- 1978 - Jazz Duo con Franco D'Andrea Critics Award (Dire Rec.)
- 1980 - Hinterland Sestetto con E.Pieranunzi, R.Gatto, B.Tommaso (Edipan Rec.)
- 1981 - The Meeting Quintetto con P.La Barbera (Dire Rec.)
- 1982 - Cloudy Quartetto live con L.Bonafede (Fonit-Cetra)
- 1983 - Lido Quartetto con K.Drew,B.Altschul, NHOPedersen (Soul Note)
- 1984 - Input Quartetto and Quintetto con A.Faraò (Bull Rec.)
- 1987 - Welcom Quartetto con Kenny Wheeler, D.Humair , JF JennyClark (Soul Note)
- 1987 - For Once Quintetto con H.Kramer, M.Vaggi, P.Leveratto, G.Cazzola	(Splasc(h)Rec.)
- 1988 - Egotrip solo performance (Splasc(h) Rec.)
- 1990 - Bodies Quartetto con M.Goodrick, P.Danielsson,T.Oxley (Nueva Rec.)
- 1990 - Land Trio con K.Wheeler, JF Jenny Clark (Nueva Rec.)
- 1993 - Cities Quartetto con M.Goodrick, P.DallaPorta, B.Elgart (Ram Rec.)
- 1994 - Guest Fasoli dirige ll'European Music Orch. Guests K.Wheeler & A.Romano (Soul Note)
- 1993-94 - Trois Trio con H.Texier,A.Romano,J.Clayton, M.Goodrick (Splasc(h)Rec.)
- 1994 - Mirror Trio con S.Battaglia, J.Clayton (Ram Rec.)
- 1995 - Ten Tributes Quintetto con K.Wheeler, M.Goodrick, B.Elgart, H.Texier	(Ram Rec.)
- 1996 - Icon Trio con Enrico Rava, Franco D'Andrea (Flex Rec.)
- 1998 - Esteem con M.Gassmann, P.Dalla Porta,G.Bertoncini (Flex Rec.)
- 2000 - Resumé Duo con P.Birro, "Experience" con M.Gassmann, P.Dalla Porta, G.Bertoncini, Nonet con R.Bonati, M.Negri, A.Tacchini, R.Migliardi, M.Castagna, G.Distefano, arr.&cond. R.Brazzale ("Musica Jazz", July 2000) (Rusconi)
- 2002 - Gammatrio C.Fasoli Gammatrio con Rudy Migliardi & Paolo Birro (MAP)
- 2003 - Stilla C.Fasoli Gammatrio con Rudy Migliardi & Paolo Birro (Soul Note)
- 2003 - Azurka Lydian Sound Orch. cond.R.Brazzale & Claudio Fasoli (Abeat Rec.)
- 2005 - Episod C.Fasoli Gammatrio con Rudy Migliardi & Paolo Birro (Velut Luna)
- 2006 - Adagio C.Fasoli Trio, con Paolo Birro & Marco Micheli (AlmaRecords)
- 2007 - Infant Eyes Lee Konitz incontra Claudio Fasoli con P.Birro, Ares Tavolazzi, S.Bagnoli (The Music of Wayne Shorter) (Philology)
- 2007 - Promenade C.Fasoli Emerald Quartetcon M.Zara, Y.Goloubev, M.Zanoli (Comar 23)
- 2009 - Venice Inside C.Fasoli Emerald Quartet con M.Zara, Y.Goloubev, M.Zanoli (BlueSerge)
- 2010 - Reflections C.Fasoli Emerald Quartet con M.Zara, Y.Goloubev, M.Zanoli (BlueSerge)
- 2011 - Avenir C.Fasoli Four (M.Calgaro, L.Calgaro, G.Bertoncini) (Caligola)
- 2011 - Live in Padua "C. Fasoli Four" (M.Calgaro, L.Calgaro, G.Bertoncini) feat. Glenn Ferris and Kyle Gregory (Caligola)
- 2012 - Duology Claudio Fasoli & Luca Garlaschelli Duo (RADIOSNJ Rec.)
- 2012 - Patchwork Claudio Fasoli Four (Caligola)
- 2014 - London Tube Claudio Fasoli Four (Abeat)
- 2015 - The Brooklyn Option "Claudio Fasoli The Brooklyn Option"  (Musica Jazz)
- 2016 - Inner Sounds "Claudio Fasoli Double Quartet" M.Gassman, M.Calgaro, M.Decorato, A.Lamacchia, L.Calgaro, M.Zanoli, G.Bertoncini (Abeat)
- 2017 - Haiku Time "Claudio Fasoli Samandhi Quintet" con M.Gassman, M.Decorato, A.Lamacchia, M.Zanoli (Abeat)
- 2018 - Selfie "Claudio Fasoli New York Quartet" (Abeat)
- 2019 - The Brooklyn Option Claudio Fasoli, Ralph Alessi, Matt Mitchell, Drew Gress, Nasheet Waits (Abeat)
- 2021 - Next  "Claudio Fasoli NeXt Quartet" Claudio Fasoli, Tito Mangialajo Rantzer, Simone Massaron, Stefano Grasso (Abeat)
- 2023 - Ambush  "Claudio Fasoli NeXt Quartet" Claudio Fasoli, Tito Mangialajo Rantzer, Simone Massaron, Stefano Grasso - drums (Abeat)
- 2024 - Hasard" "Claudio Fasoli NeXt Quartet" Claudio Fasoli, Tito Mangialajo Rantzer, Simone Massaron, Stefano Grasso - drums (Abeat)
- 2025 - A long trip 22 "Claudio Fasoli Samadhi Quartet" Claudio Fasoli, Michelangelo Decorato, Marco Zanoli, Pietro Leveratto (Parco della Musica Records)

### Con altri artisti
- 1971 - Live Suite G. Manusardi Quartet (MPS BASF)
- 1972 - Azimut Perigeo Quintet (RCA)
- 1973 - Abbiamo tutti un blues da piangere Perigeo Quintet (RCA)
- 1974 - Genealogia Perigeo Quintet (RCA)
- 1975 - La valle dei templi Perigeo Quintet (RCA)
- 1976 - 'Non è poi così.... Perigeo Quintet (RCA)
- 1977 - Perigeo special Perigeo Quintet (RCA)
- 1973-76 - Attraverso il perigeo Perigeo Quintet (RCA)
- 1990 - Multipli G. Gaslini Quintet (Soul Note)
- 1991 - Masks G. Gaslini Quintet (Soul Note)
- 1992 - From South to North Giuseppe Emmanuele Orchestra:guests P. Fresu, E. Rava, C. Fasoli, P.Tonolo (Avarts)
- 1993 - Melodius Thunkk Lydian Sound Orchestra, conductor R.Brazzale (Totem Rec.)
- 1993 - Live in Montreux Perigeo Quintet (BMG)
- 2000 - Live Grande Orch.Naz. cond. G.Gaslini (Soul Note)
- 2000 - L'essenza F.Faraò / C.Fasoli w.L.Bonafede, R.Cecchetto, A Tacchini (Splasc(h))
- 2006 - Infedele Rita Pacilio (Splasc(h)records)
- 2008 - Driving Out Birth of The Cool / Flight Band, B.Coppa, C.Fasoli (Abeat Records)
- 2019 - Iperboliche distanze di Massimo Donà, con Claudio Fasoli, Enrico Rava, David Riondino e altri. Caligola records

### Compilation
- Jazz in Italia vol.2 Fabbri Ed.
- 1978 - Jazz Jamboree Polskie Nagrania
- 1990 - Top Jazz from Italy YVP Rec.
- 2001 - Italia Jazz Graffiti  Soul Note
- 2003 - Wines DOCG & Jazz  Enoteca Italiana – Siena Jazz